# Epameibaphis utahensis
Epameibaphis utahensis är en insektsart som beskrevs av Frank Hall Knowlton och C.F. Smith 1936. Epameibaphis utahensis ingår i släktet Epameibaphis och familjen långrörsbladlöss. Inga underarter finns listade i Catalogue of Life.